# Landstuhl
Landstuhl (pronunciación en alemán: /ˈlantˌʃtuːl/ⓘ) es un municipio de más de 9000 habitantes en el suroeste de Alemania, parte del distrito de Kaiserslautern. Está situado al norte y el borde occidental del bosque del Palatinado, aproximadamente a 10 km al oeste de Kaiserslautern.
Los primeros vestigios de asentamientos humanos en Landstuhl son a partir de 500 a. C. En el siglo XV, la noble familia von Sickingen asumió el dominio de Landstuhl y la zona circundante. El más famoso miembro de esta familia fue Franz von Sickingen, quien construyó su castillo en Landstuhl, una gran fortaleza. De esta base se trasladó a ampliar sus dominios por la conquista de otras partes del suroeste de Alemania.
Después de varias derrotas, von Sickingen se retiró a su castillo y fue sitiado por Richard Greiffenklau, arzobispo de Tréveris, y los condes de Hesse y Renania. Durante el bombardeo de Nanstein, Franz von Sickingen fue asesinado. El castillo fue posteriormente ampliado por los descendientes de von Sickingen, pero fue destruido por los franceses en 1689.

## Personajes ilustres
Landstuhl es también conocido por ser el lugar de nacimiento de Rob Thomas, el cantante de Matchbox Twenty, Reggie Williams, ex gran receptor de los Jacksonville Jaguars, el baloncestista alemán Shawn Bradley, LeVar Burton, actor más conocido como Geordi La Forge en Star Trek y  Nadine Kessler, futbolista actualmente en el Wolfsburgo y ganadora del premio FIFA Balón de Oro 2015.
- Datos: Q22950
- Multimedia: Landstuhl / Q22950

1. ↑  Worldpostalcodes.org, código postal n.º 66849.